# 日中友好合作現代音楽祭
日中友好合作現代音楽祭（にっちゅうゆうこうがっさくげんだいおんがくさい）は、日本と中国の作曲家、演奏家が演奏を通して交流し、新しい音楽創造を目指す音楽祭。作曲家石井眞木を中心に企画されたもので、1996年から2004年にかけて日本と中国の新しい音楽作品を数多く紹介した。

## 概要
中国の音楽に対する関心を深めていた石井眞木は、1995年に二胡とオーケストラのための『飛天頌歌』を作曲した。同時期に山本純ノ介も中国琵琶とオーケストラのための『紅焔』を作曲し、石井の作品と同じ演奏会で初演しており、好評を得た二人は中国での作品演奏を企画した。こうして1996年に北京で、中国側が中華人民共和国国務院文化部、日本側は石井眞木を委員長とする日中友好合作音楽会実行委員会の共催で、「東京の響きin北京」が開催された。出演は指揮が李心草と石井、管弦楽は中国放送交響楽団、ソリストは全員中国人であった。客席には多くの文化人が入り好評を博した。
中国での演奏会を機に石井眞木と北京の中央音楽学院作曲系教授陣との交流が進み、翌1997年には中央音楽学院副院長劉康華教授、作曲家唐建平と石井を中心に「日中友好合作現代音楽祭」が企画され、石井を実行委員長に北京で3日間にわたり開催された。この企画のテーマは「古楽同源・新楽共創」というもので、さらに「日中国交正常化25周年記念」と銘打たれ、日本と中国の8人の作曲家に新作を委嘱する意欲的なものだった。演奏には日本から横笛の赤尾三千子、打楽器の吉原すみれらが参加し、中国側のソリスト、楽団と共演した。会場周辺にはダフ屋も出没していたというほど盛況であった。
石井は2003年に没したが、さらに拡大した第2回の音楽祭の企画を生前に立てており、その企画に基づく音楽祭が2004年10月に東京と北京で8日間にわたり開催された。テーマには前回と同じく「古楽同源・新楽共創」が掲げられた。主催は中国対外文化集団公司中国対外演出公司、中央音楽学院（北京）、日中友好合作現代音楽祭実行委員会（委員長湯浅譲二）、そしてオーケストラ・ニッポニカの4者で、オーケストラ演奏会2回、室内楽演奏会3回、講演会2回を含む企画であった。プログラムには日中の作品だけでなく、石井の師であったボリス・ブラッハー始めドイツの作曲家の作品も取り上げられ、西洋と東洋の融合を図っていた石井らしい構成になっていた。演奏には日中のソリストに加え、ドイツからリコーダー奏者グードゥーラ・ローザが参加し、指揮本名徹次、管弦楽オーケストラ・ニッポニカであった。演奏会では石井眞木を追悼する作品も演奏された。

## 音楽祭の内容

### 1996年：東京の響きin北京（日中友好合作日本現代管弦楽作品演奏会）
音楽祭の内容は次の通り。
- 4月6日（北京コンサートホール）
  - 外山雄三、三枝成彰、石井眞木、芥川也寸志：交響組曲『東京』（1986）
  - 石井眞木：ヴァイオリン協奏曲『失われた響き III』（1978）
  - 山本純ノ介：中国琵琶とオーケストラのための『紅焔』（1995）
  - 石井眞木：二胡とオーケストラのための『飛天頌歌』（1995）
  - 華彦鈞作曲；石井眞木編曲：二胡とオーケストラのための『二泉映月』（1996）
  - サン＝サーンス作曲；石井眞木編曲：『ストリングス・カーナヴァル』（1995）
- 4月7日（中央音楽学院礼堂）中国中央テレビの番組収録（6月4日放送）
  - 『東京』『紅焔』『飛天頌歌』『二泉映月』の演奏

### 1997年：日中友好合作現代音楽祭in北京「古楽同源・新楽共創」
音楽祭の内容は次の通り。
- レクチャー・デモンストレーション：日本伝統器楽の新しい展開（10月9日中央音楽院階段教室）
  - 吉沢検校『千鳥の曲』
  - 伊福部昭『物云舞』
  - 松村禎三『幻想曲』
  - 藤田正典『東雲の霞める時に』
  - 猿谷紀郎『Stratus』他
- 音楽会1（10月10日北京音楽丁）
  - 賈達群『無詞歌』委嘱新作
  - 葉小鋼（英語版）『青木香』委嘱新作
  - 秦文琛『蒼黄的古月』委嘱新作
  - 山本純ノ介『鸞鏡』委嘱新作
  - 杜鳴心『飄紅玉』委嘱新作
  - 唐建平『急急如令』（1997）
- 音楽会2（10月11日北京音楽丁）
  - 松村禎三『幻想曲』（1980）
  - 石井眞木『飛天生動 III』（1987）
  - 一柳慧『光凪』（1983）
  - 陳明志『同声相応・同気相求』委嘱新作
  - 唐建平『弾歌・爾雅・相和』委嘱新作
  - 石井眞木『人間如夢：羅貫中、曹操、曹植、蘇軾の詩による』委嘱新作[16]

### 2004年：第2回日中友好合作現代音楽祭in東京/北京「古楽同源・新楽共創」
音楽祭の内容は次の通り。
- オーケストラ演奏会 (10月3日東京:紀尾井ホール、10月10日北京:中山音楽堂)
  - ボリス・ブラッハー『パガニーニの主題によるオーケストラ変奏曲』Op.26 (1947)
  - 唐建平『倉才−2003年を記念して』打楽器のための協奏曲（2003）
  - 秦文琛『風月迭響』リコーダーと中国笙とオーケストラのための（2004）委嘱作品
  - 石井眞木『アフロ・コンチェルト』打楽器とオーケストラのための Op.50（1982）VersionB
- 室内楽演奏会（10月5日東京、10月8・9日北京）
  - 石井眞木『ブラックインテンション I』1人のリコーダー奏者のための（1976）
  - 石井眞木『テノール・リコーダーのための「東・緑・春」』Op.94 （1994）
  - 石井眞木『人間如夢Ⅲ～二胡とピアノのための～』Op.121 （2001）
  - 石井眞木『飛天生動Ⅲ』Op.75（1987）マリンバ独奏（追悼演奏）
  - 湯浅譲二『テノール・リコーダーのための「プロジェクション」』（2004）
  - 藤田正典『中国琵琶と打楽器のための「砂丘の彼方へ」～今は亡き石井眞木に捧ぐ～』（2004）委嘱作品
  - 南聡『星辰／擬態』中国琵琶のための　Op.49-3（2004）委嘱作品／石井眞木追悼
  - 篠原眞『フラグメンテ』～リコーダーのための～（1968）
  - 他に陳明志、陳怡、周龍（英語版）、向民、ゲラルド・エッカート、アネッテ・シュリュンツ（英語版）の作品
- 講演会（10月4日東京、10月9日北京）: 唐建平、秦文琛、湯浅譲二、藤田正典が登壇